# Hessisch-Hannovers voetbalkampioenschap 1919/20
In 1919/20 werd het veertiende Hessisch-Hannovers voetbalkampioenschap gespeeld, dat georganiseerd werd door de West-Duitse voetbalbond. Doordat ook de Zuid-Duitse voetbalbond een Hessische competitie opzette werd de West-Duitse competitie omgedoopt in Hessisch-Hannovers kampioenschap. 
SV Kurhessen 93 Cassel werd kampioen en plaatste zich voor de eerste naoorlogse West-Duitse eindronde. De club verloor meteen van Hammer SpV 04. 
TG 1848 Cassel fuseerde met VfR Cassel 03 tot TSV 1848 Cassel. VfR was enkele maanden eerder ontstaan door een fusie tussen FV Eintracht Cassel en Sportfreunde Cassel. 

FK Göttingia Göttingen fuseerde met Sport 08 Göttingen tot SpVgg Göttingen 07. 

FC Hermania Cassel nam de naam SV Hermannia 06 Cassel aan. 

SV Hessen 1909 Cassel fuseerde met TV 1886 Cassel tot TSV 1886 Cassel. 

## Kreisliga
| Plaats | Club                      | Wed.           | W              | G              | V              | Saldo          | Ptn.           |
| ------ | ------------------------- | -------------- | -------------- | -------------- | -------------- | -------------- | -------------- |
| 1.     | SV Kurhessen 1893 Cassel  | 20             | 19             | 1              | 0              | 83:15          | 39:1           |
| 2.     | 1. FC Borussia Fulda      | 20             | 11             | 5              | 4              | 40:21          | 27:13          |
| 3.     | Casseler TuSpo 1848       | 20             | 13             | 0              | 7              | 58:32          | 26:14          |
| 4.     | SV 06 Cassel              | 20             | 12             | 0              | 8              | 40:24          | 24:16          |
| 5.     | 1. Casseler BC Sport 1894 | 20             | 9              | 3              | 8              | 54:28          | 21:19          |
| 6.     | RSV 04 Cassel             | 20             | 10             | 0              | 10             | 40:36          | 20:20          |
| 7.     | SpVgg Göttingen 07        | 20             | 6              | 3              | 11             | 22:43          | 15:25          |
| 8.     | Göttinger FC 1905         | 20             | 5              | 4              | 11             | 24:51          | 14:26          |
| 9.     | SV Hermannia Cassel       | 20             | 4              | 5              | 11             | 22:48          | 13:27          |
| 10.    | TSV 1886 Cassel           | 20             | 5              | 3              | 12             | 23:58          | 13:27          |
| 11.    | SpVg Germania 09 Fulda    | 20             | 3              | 2              | 15             | 11:61          | 8:32           |
| 12.    | ASC 1912 Göttingen        | Teruggetrokken | Teruggetrokken | Teruggetrokken | Teruggetrokken | Teruggetrokken | Teruggetrokken |

|  | Kampioen, geplaatst voor West-Duitse eindronde |
|  | Degradatie                                     |